# Zar (duchy)
Zar – na obszarze Etiopii, Sudanu i Somalii, są to duchy, którym przypisywana jest zarówno moc sprowadzenia choroby, jak i zdolność do leczenia.
Z wiarą w ich istnienie wiąże się obecność kapłanów, tzw. szajchów zar. By zostać inicjowanym do roli kapłana, należy przejść chorobę i zostać wyleczonym podczas specjalnej, zorganizowanej przez adepta, ceremonii (obrzęd opętania). Wiara w duchy zar istnieje w tym rejonie w symbiozie z islamem, z natury tolerancyjnym dla wierzeń tradycyjnych, dopóki nie stoją w sprzeczności z jego naukami. Wiara w duchy kadziur ma podobny charakter.

## Psychiatria
Terminem zar określane jest również uwarunkowane kulturowo zaburzenie obserwowane wśród etiopskich imigrantów w Izraelu. Objawia się ono zmienionym stanem świadomości, będący wynikiem opętania przez duchy, wywołujące u opętanego mimowolne ruchy, niezrozumiałą mowę lub uporczywe milczenie.